# Jaguar (コンピュータ)
Jaguar（ジャガー）は、アメリカのオークリッジ国立研究所に設置された、クレイ社が製造したスーパーコンピュータの一つである。2009年11月のTOP500で世界最速とされた。

## 概要
Jaguarは、ペタスケール（ペタFLOPS級）のスーパーコンピュータで、クレイにより製造され、2008年にテネシー州オーク・リッジのオークリッジ国立研究所に設置された。
2008年11月のTOP500ランキングでは2位とされたが、その後ノードの増設とAMD Opteronプロセッサの置き換えなどのバージョンアップを行い、翌2009年11月のTOP500ではピーク時性能が 1,750 テラFLOPS （1.75 ペタFLOPS）以上となり、世界最速のコンピュータとされた。
JaguarはCray XT5システムをベースに、224,256個の Opteron プロセッサコアを搭載し、オペレーティングシステムはLinuxの1バージョンによって稼働する。

## 参照
1. ↑  “Jaguar”, NCCS 2009年11月25日閲覧。
2. ↑  “Jaguar”, TOP500 2009年11月20日閲覧。